# Hoplia bezdeki
Hoplia bezdeki är en skalbaggsart som beskrevs av Keith 2002. Hoplia bezdeki ingår i släktet Hoplia och familjen Melolonthidae. Inga underarter finns listade i Catalogue of Life.